# IRD公司
IRD公司（日语：株式会社アイアールディー）乃日本一家競速賽車企劃設計、製造公司，總部位於靜岡縣磐田市。舊名為「鈴木運動公司（株式会社スズキスポーツ）」，乃隸屬鈴木公司麾下，專門負責動力運動相關事務。

## 沿革與概要
1986年5月1日田嶋伸博自己出資於東京都調布市創立，創業初期製造、販售鈴木Cultus專用的競技零件部品。雖然直到2007年鈴木公司才出資納入旗下，購入35.06%股權，不過實際上該公司以鈴木廠隊之身分長年參與競速賽事。2002年以「鈴木Ignis Super 1600」投入世界青年拉力錦標賽（簡稱JWRC）的賽事，2006年以降更參加世界拉力錦標賽（簡稱WRC）。此外，以「鈴木SX4 WRC」參與WRC的鈴木世界拉力車隊亦為該公司其中之一的團隊。
可惜的是，受到金融海嘯的衝擊，2008年12月該公司宣布退出2009年度WRC賽事；而且鈴木公司也將鈴木運動公司的持股出售。2011年12月1日該公司將公司名稱改為「IRD公司」。

## 內部連結
- 鈴木公司
- 田嶋伸博

## 外部連結
- （日語）官方網站（页面存档备份，存于）